# スカイテック (パソコン周辺機器)
スカイテック株式会社（SKYTEC CO.,LTD.）は、日本のパソコン周辺機器メーカー。PCケースや電源ユニット、その他のアクセサリーを製造。

## 概要
2004年に創業した。
2006年、当時秋葉原にて流行していたメイドカフェに目を付け、商品ロゴにメイドのシルエットを採用した「秋葉達人」ブランドを立ち上げる。ヨドバシカメラを皮切りに大手量販店店頭にてメイドに扮したキャンペーンガールの「メイド隊“めいど3's”」による販売促進イベントを実施。知名度向上に貢献した。
設立当時、同業者から｢電源ユニットの表示ワット数は100W水増しは当たり前｣と言われた。それに対して社長の星出茂治は、台湾（中国）の工場に製造委託していたので｢中国で100W水増しされ、更に日本で100W水増ししたら計200Wの水増しになってしまう｣と答えたという。最近、他社から“TRUE POWER”という名称の製品が発売されたことについては苦笑していた。
2010年現在、ホームページが閉鎖され事実上の廃業状態にある。

## 製品
- コンピューター周辺機器
  - PCケース
  - 電源ユニット
  - 液晶モニター
  - マウス